# Niederstößwitz
Niederstößwitz ist ein Ortsteil der sächsischen Gemeinde Käbschütztal im Landkreis Meißen.

## Geographie
Niederstößwitz befindet sich westlich der Kreisstadt Meißen im Westen des Käbschütztaler Gemeindegebietes auf etwa 200 Metern über Normalhöhennull. Unmittelbar östlich von Niederstößwitz befindet sich die Quelle des Planitzbaches, der in die Käbschütz mündet. Diese ist ein Nebenfluss des Ketzerbaches, der bei Zehren in die Elbe mündet. Niederstößwitz wird durch eine asphaltierte Straße an den Nachbarort Planitz angebunden. Diese Straße endet in Niederstößwitz und verzweigt sich in zwei unbefestigte Wege.
Die Gemarkung Niederstößwitz grenzt im Norden an Planitz, im Osten an Deila, im Südosten an Porschnitz und im Südwesten an Leippen. Bis auf Leippen, das zur Gemeinde Nossen gehört, sind alle umliegenden Orte Teil der Gemeinde Käbschütztal.

## Geschichte
Der Ort wurde erstmals im Jahre 1334 als Stisewicz urkundlich erwähnt. Ab Mitte des 16. Jahrhunderts war das Dorf zum Erbamt Meißen gehörig, die Grundherrschaft übten zunächst das Rittergut Deila, ab 1696 das Rittergut Sornitz und ab 1764 anteilig die Rittergüter Sornitz und Leutewitz aus. Ab 1834 wird eine Zugehörigkeit zum Kreisamt Meißen sowie später zum Gerichtsamt Meißen angegeben, die 1875 zur Amtshauptmannschaft Meißen wurden. Bereits durch die Sächsische Landgemeindeordnung von 1838 erhielt Niederstößwitz den Status einer Landgemeinde und wurde selbstständig.
Um das Sackgassendorf erstreckte sich im Jahre 1900 eine 106 Hektar große Blockflur. Die Bewohner des Dorfes betrieben hauptsächlich Landwirtschaft. Kirchlich war Niederstößwitz nach Planitz gepfarrt und gehört heute zur Kirchgemeinde Leuben-Ziegenhain-Planitz. Von den 45 im Jahre 1925 in Niederstößwitz lebenden Menschen waren 44 evangelisch-lutherischer und einer katholischer Konfession. Die Eigenständigkeit des Ortes endete am 1. November 1935 mit der Eingliederung in die Großgemeinde Planitz-Deila. Nach dem Ende des Zweiten Weltkrieges wurde Niederstößwitz Teil der Sowjetischen Besatzungszone und später der DDR. In der Kreisreform 1952 erfolgte eine Neugliederung des Landes. Planitz-Deila und seine Ortsteile wurden dem Kreis Meißen im Bezirk Dresden zugeschlagen.
Nach Wende und Wiedervereinigung wurde Niederstößwitz Teil des neugegründeten Freistaates Sachsen. In der Kreisreform 1994 wurde der Landkreis Meißen-Radebeul (ab 1996 Landkreis Meißen) aus dem alten Gebiet des Kreises Meißen und Teilen des Kreises Dresden-Land gebildet, dem Niederstößwitz bis 2008 angehörte. Ebenfalls 1994 vereinigten sich Planitz-Deila, Krögis und Jahna-Löthain zur neuen Großgemeinde Käbschütztal mit 37 Ortsteilen. Diese Gemeinde ist seit dem 1. August 2008 Teil des in der Kreisreform Sachsen 2008 aus Landkreis Meißen und Landkreis Riesa-Großenhain gebildeten dritten Landkreises Meißen.

### Entwicklung der Einwohnerzahl
| Jahr | Einwohnerzahl                 |
| ---- | ----------------------------- |
| 1551 | 6 besessene Mann, 11 Inwohner |
| 1764 | 3 besessene Mann, 3 Häusler   |
| 1834 | 47                            |
| 1871 | 57                            |
| 1890 | 43                            |
| 1910 | 55                            |
| 1925 | 45                            |